# Tomaž Čižman
Tomaž Čižman (Lubiana, 13 gennaio 1965) è un ex sciatore alpino jugoslavo, dal 1991 sloveno, che gareggiò per la nazionale jugoslava.

## Biografia
Čižman, originario di Črnuče, debuttò in campo internazionale in occasione dei Mondiali juniores di Auron 1982, dove vinse la medaglia di bronzo nella combinata; replicò tale risultato l'anno dopo nella rassegna iridata giovanile di Sestriere 1983. Ottenne il primo piazzamento in Coppa del Mondo il 28 gennaio 1986 ad Adelboden in slalom gigante (8º) e ai Mondiali di Crans-Montana 1987 si classificò 14º nel supergigante, suo primo piazzamento iridato. Ai XV Giochi olimpici invernali di Calgary 1988, sua unica presenza olimpica, fu 9º nel supergigante e non completò lo slalom gigante; in Coppa Europa in quella stessa stagione 1987-1988 si piazzò 2º nella classifica generale, a un solo punto dal vincitore Konrad Walk.
Il 10 gennaio 1989 ottenne il suo miglior piazzamento in Coppa del Mondo, a Kirchberg in Tirol in slalom gigante (4º), e ai successivi  Mondiali di Vail 1989 vinse la medaglia di bronzo nel supergigante, suo ultimo piazzamento iridato; il 19 febbraio successivo bissò il suo miglior risultato in Coppa del Mondo, ad Aspen ancora in slalom gigante (4º), e in quella stessa stagione 1988-1989 in Coppa Europa si piazzò nuovamente 2º nella classifica generale e vinse quella di supergigante. Si ritirò al termine della stagione 1989-1990 e il suo ultimo piazzamento agonistico fu il 10º posto ottenuto nello slalom gigante di Coppa del Mondo disputato a Veysonnaz il 3 marzo.

## Palmarès

### Mondiali
- 1 medaglia:
  - 1 bronzo (supergigante a Vail 1989)

### Mondiali juniores
- 2 medaglie:
  - 2 bronzi (combinata ad Auron 1982; combinata a Sestriere 1983)

### Coppa del Mondo
- Miglior piazzamento in classifica generale: 32º nel 1989

### Coppa Europa
- Miglior piazzamento in classifica generale: 2º nel 1988 e nel 1989
- Vincitore della classifica di supergigante nel 1989

### Campionati jugoslavi
- 3 medaglie (dati parziali)[1]:
  - 2 ori (supergigante nel 1986; slalom gigante nel 1987)
  - 1 argento (supergigante nel 1987)